# 迈克拉·沃尔什
迈克拉·沃尔什（英語：Michaela Walsh，1993年6月5日—），爱尔兰女子拳击运动员。她曾代表北爱尔兰参加2014年和2018年英联邦运动会拳击比赛，获得一枚金牌和二枚银牌。她也曾参加2020年夏季奥运会。